# سردر حمام گلزار
سردرحمام گلزار مربوط به دوره قاجار است و در رشت، سبزه میدان پیر سرا، کنار فروشگاه صابری، پ ۶ واقع شده و این اثر در تاریخ ۱۱ مهر ۱۳۸۳ با شمارهٔ ثبت ۱۱۱۵۰ به‌عنوان یکی از آثار ملی ایران به ثبت رسیده‌است.